# 工藤祐長 (伊勢長野工藤氏)
工藤 祐長（くどう すけなが）は、鎌倉時代前期の武将・御家人。曾我兄弟の仇討ちで知られる工藤祐経の三男。
父・祐経は建久4年（1193年）5月、曾我兄弟によって殺害された。祐長は伊勢平氏残党の討伐のため、伊勢国長野の地頭職となって安濃郡・奄芸郡二郡を給わった。
祐長の子・工藤祐政が長野に来住して長野氏を名乗ったのが、長野氏の起源である。伊勢国に勢力を持った有力国人となった。元来は工藤氏と称していたため、他の長野氏と区別するために、「長野工藤氏」と呼称されている。